# Bolesław Jaszczuk

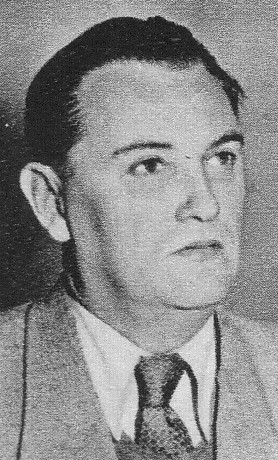
Bolesław Jaszczuk

Bolesław Borys „Paweł“ Jaszczuk (* 25. Oktober 1913 in Warschau; † 1. Januar 1990 ebenda) war ein Politiker der Polnischen Vereinigten Arbeiterpartei (PZPR) in der Volksrepublik Polen, der unter anderem zwischen 1948 und 1950 Woiwode der Woiwodschaft Schlesien, Energieminister (1952–1956), Minister für Maschinenindustrie (1956–1957), stellvertretender Vorsitzender der Planungskommission des Ministerrats (1957–1959) sowie von 1959 bis 1963 Botschafter in der Sowjetunion war. Er war zwischen 1963 und 1970 Sekretär des Zentralkomitees (ZK) der PZPR, verlor nach dem Aufstands vom Dezember 1970 seine Ämter und wurde 1971 aus der PZPR ausgeschlossen.

## Leben
Bolesław Borys „Paweł“ Jaszczuk, Sohn von Aleksander und Olga, begann nach dem Abitur in Vilnius 1933 ein Studium an der Fakultät für Elektrotechnik der Technischen Universität Warschau und war nach dessen Abschluss als Elektroingenieur tätig. 1933 wurde er Mitglied des Polnischen Jugendverbandes ZMP (Związek Młodzieży Polskiej), der Jugendorganisation der damaligen Kommunistische Partei Polens KPP (Komunistyczna Partia Polski). 1939 war er Aktivist im Demokratischen Klub (Klub Demokratyczny) und kämpfte nach dem Überfall auf Polen für kurze Zeit er in der Union des Bewaffneten Kampfes ZWZ (Związek Walki Zbrojnej). Während der deutschen Besetzung Polens wurde er Mitglied der neu gegründeten Polnischen Arbeiterpartei PPR (Polska Partia Robotnicza) und war zwischen 1942 und 1943 einer der Kommandeure der Untergrundbewegungen Volksgarde GL (Gwardia Ludowa) in Warschau, ehe er von der Geheimen Staatspolizei festgenommen und in den Konzentrationslagern Auschwitz und Mauthausen-Gusen inhaftiert wurde.
Nach seiner Befreiung und der Gründung der Volksrepublik Polen wurde Jaszczuk Funktionär der PPR beziehungsweise der am 15. Dezember 1948 daraus hervorgegangenen Polnischen Vereinigten Arbeiterpartei PZPR (Polska Zjednoczona Partia Robotnicza) und fungierte von Mai 1947 bis Oktober 1948 als Vizebürgermeister der Hauptstadt Warschau. Als Nachfolger von Aleksander Zawadzki wurde er am 1. November 1948 Woiwode der Woiwodschaft Schlesien beziehungsweise zwischen dem 24. Mai 1950 und seiner Ablösung durch Józef Koszutski am 28. April 1952 Woiwode der daraus entstandenen Woiwodschaft Katowice. Auf dem Gründungsparteitag der PZPR (15.–22. Dezember 1948) wurde er zum Kandidaten des Zentralkomitees (ZK) der PZPR gewählt und als solcher auf dem II. Parteitag (10.–17. März 1954) wiedergewählt. Er engagierte sich darüber hinaus in der Haupttechnischen Organisation (Federacja Stowarzyszeń Naukowo-Technicznych NOT) und im Verband Polnischer Elektroingenieure SEP (Stowarzyszenie Elektryków Polskich).
Am 23. Mai 1952 wurde Bolesław Jaszczuk als Energieminister (Minister Energetyki) in das erste Kabinett Cyrankiewicz berufen und bekleidete dieses Ministeramt auch im darauf folgenden Kabinett Bierut (20. November 1952 bis 18. März 1954) sowie vom 18. März 1954 bis zu seiner Ablösung durch Eugeniusz Zadrzyński am 7. Juli 1956 auch im zweiten Kabinett Cyrankiewicz. Im Zuge der Umbildung des zweiten Kabinetts Cyrankiewicz übernahm er wiederum am 7. Juli 1956 von Roman Fidelski das Amt des Ministers für Maschinenindustrie (Minister Przemysłu Maszynowego) und bekleidete dieses bis zum 20. Februar 1957. Zugleich war er zwischen dem 20. Februar 1957 und dem 17. Februar 1961 in der zweiten Legislaturperiode Mitglied des Sejm. Nach seinem Ausscheiden aus der Regierung fungierte er von März 1957 bis November 1959 als stellvertretender Vorsitzender der Planungskommission des Ministerrats (Komisja Planowania przy Radzie Ministrów) sowie zwischen März und Juli 1957 auch kurzzeitig als Vorsitzender des Sejm-Ausschusses für Kommunikation und Telekommunikation.

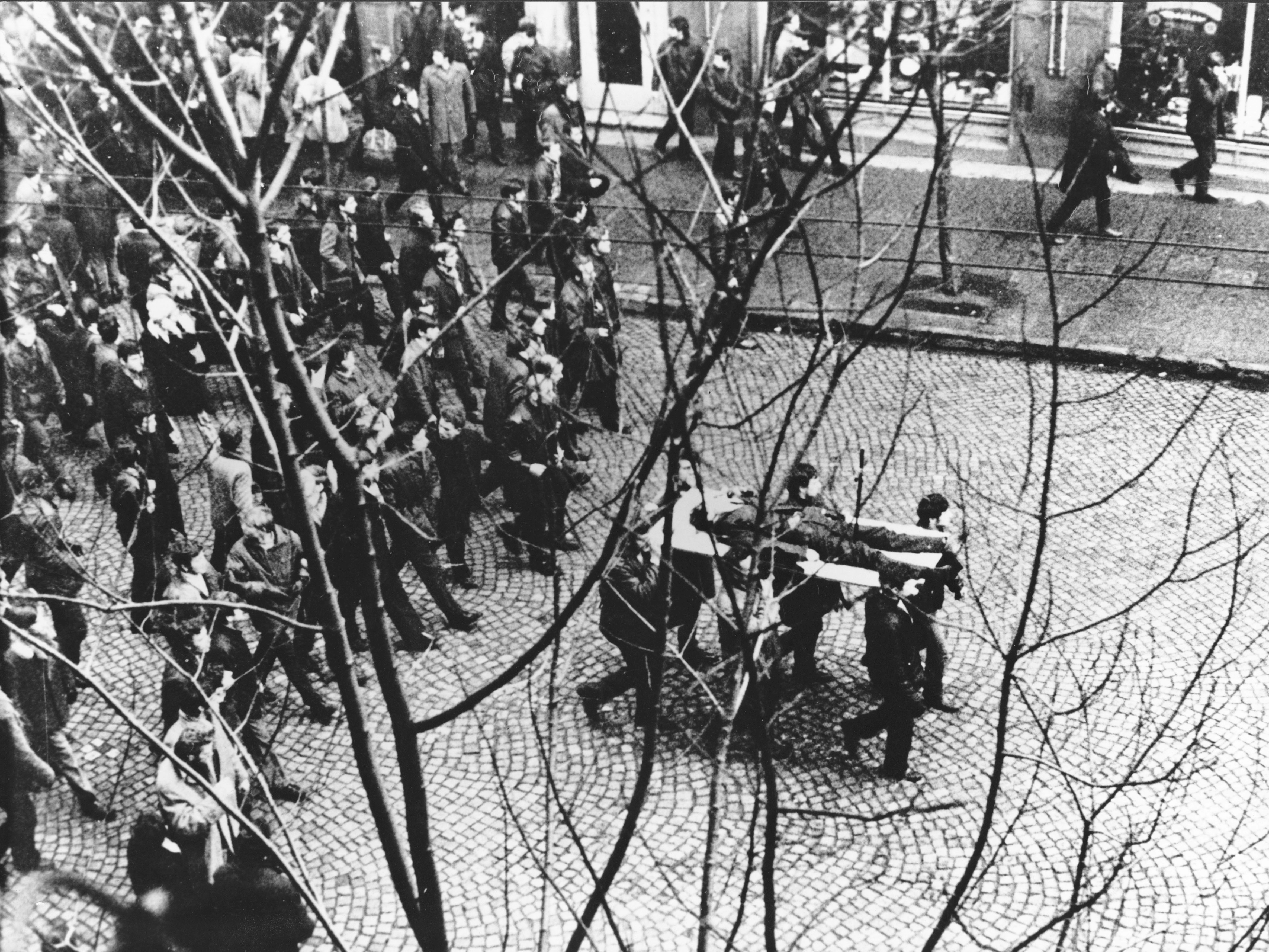
Demonstranten tragen während des Aufstands vom Dezember 1970 den erschossenen Zbyszek Godlewski in Gdingen.

Auf dem III. Parteitag (10.–19. März 1959) wurde Jaszczuk erstmals zum Mitglied des ZK der PZPR gewählt und gehörte diesem Parteigremium nach seinen Wiederwahlen auf dem IV. Parteitag (15.–20. Juni 1964) und dem V. Parteitag (11.–16. November 1968) bis zu einem ZK-Plenum am 7. Februar 1971. Als Nachfolger von Tadeusz Gede wurde er im November 1971 zum Botschafter in der Sowjetunion ernannt und verblieb auf diesem diplomatischen Posten in Moskau bis Juli 1963, woraufhin Edmund Pszczółkowski neuer Botschafter wurde.

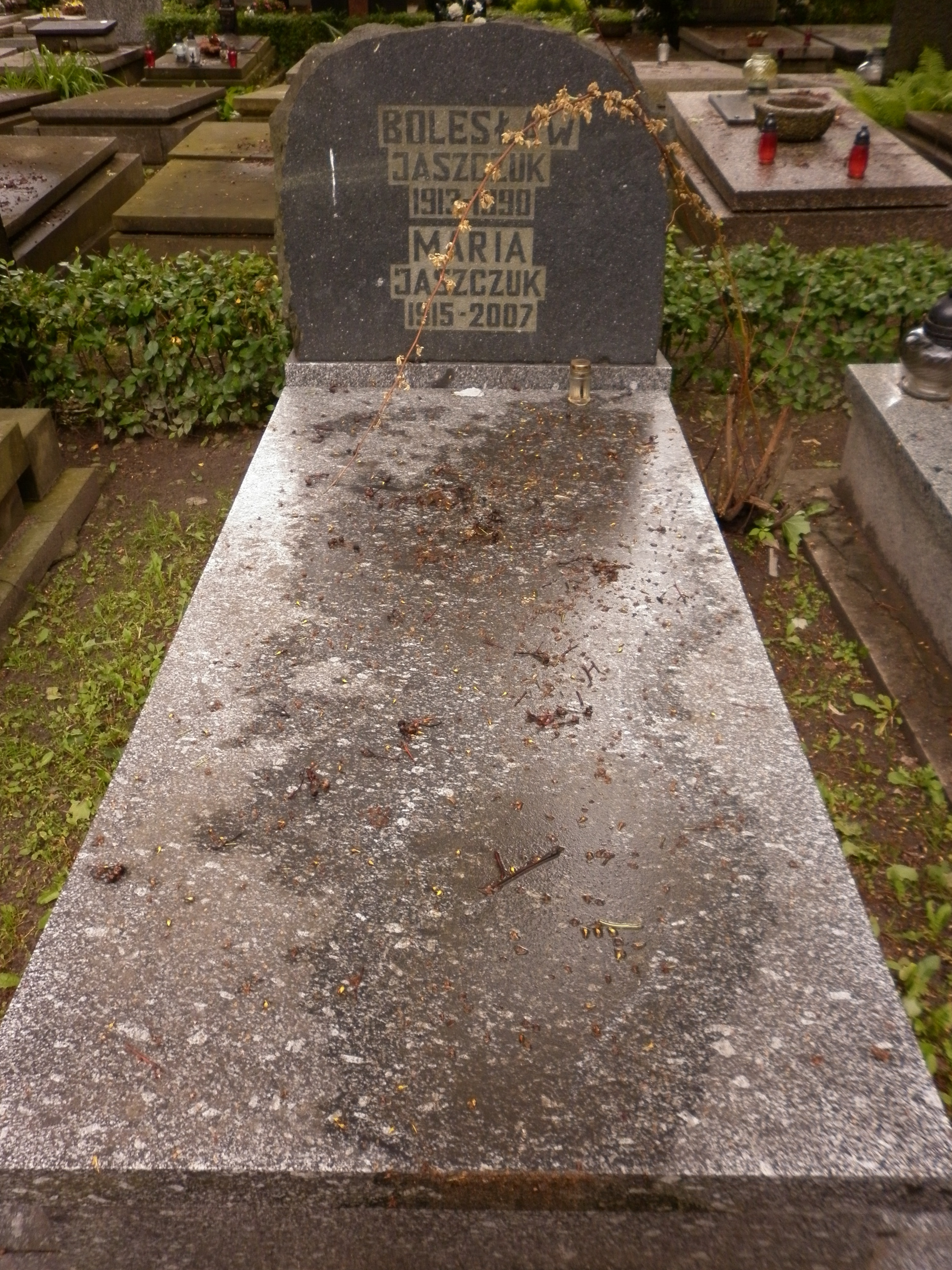
Grabstätte auf dem Warschauer Powązki-Militärfriedhof.

Nach seiner Rückkehr übernahm Bolesław Jaszczuk die Funktion als ZK-Sekretär für Wirtschaft. Auf dem IV. Parteitag wurde er am 20. Juni 1964 zunächst Kandidat des ZK der PZPR und schließlich auf einem ZK-Plenum am 9. Juli 1968 Mitglied des Politbüros, wobei er in dieser Funktion auf dem V. Parteitag am 16. November 1968 bestätigt wurde. Er war zudem vom 24. Juni 1965 bis zum 21./22. Dezember 1971 in der vierten und fünften Legislaturperiode abermals Abgeordneteter des Sejm. Während des Aufstands vom Dezember 1970 verloren neben ihm der 1. Sekretär des ZK Władysław Gomułka, Marian Spychalski, Zenon Kliszko sowie Ryszard Strzelecki auf dem ZK-Plenum am 20. Dezember 1970 ihre Sitze im Politbüro. Dabei wurden insbesondere der ZK-Sekretär für Ideologie Zenon Kliszko und er als ZK-Sekretär für Wirtschaft für die Gründe und die Niederschlagung des Arbeiteraufstandes verantwortlich gemacht.
Für seine Verdienste in der Volksrepublik Polen erhielt er 1969 den Orden der Erbauer Volkspolens, zwei Mal den Orden des Banners der Arbeit 1. Klasse, das Offizierskreuz des Ordens Polonia Restituta, das Verdienstkreuz in Gold, das Tapferkeitskreuz sowie den Orden des Grunwald-Kreuzes 3. Klasse.
1971 wurde er aus der Polnischen Vereinigten Arbeiterpartei (PZPR) ausgeschlossen. In den Jahren 1980 und 1981 veröffentlichte er in der Wochenzeitschrift der Union der Sozialistischen Polnischen Jugend, „Płomienie“. Er war mit der Sejm-Abgeordneten Maria Jaszczukowa (1915–2007) verheiratet und hatte einen Sohn, Bolesław, einen Aktivisten der Union der Polnischen Kommunisten „Proletariat“.